# المؤتمر الدولي للوحدة الإسلامية في طهران

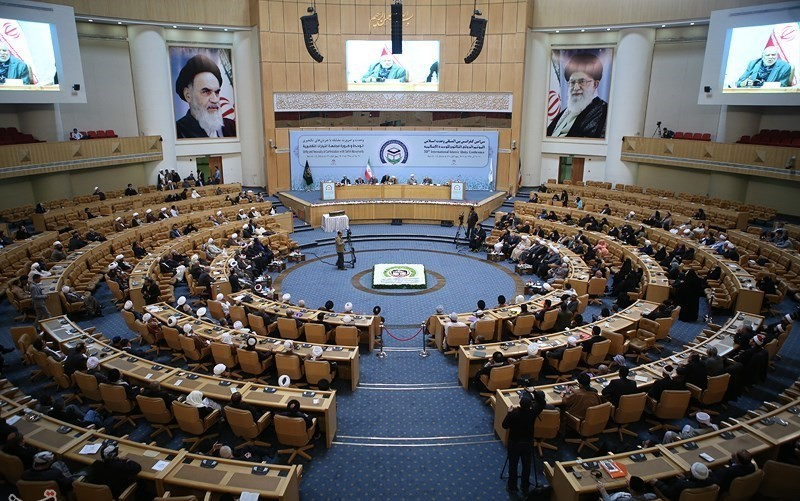
الدورة الثلاثين للمؤتمر- ديسمبر 2016

المؤتمر الدولي للوحدة الإسلامية في طهران هو مؤتمر دوليّ ينظّمه سنويّا المجمع العالمي للتقريب بين المذاهب الإسلامية في العاصمة الإيرانية طهران في أيّام ذكرى المولد النبوي أو ما يسمّى بأسبوع الوحدة الإسلامية بحضور ومشارکة علماء ومفکرین وشخصيات بارزة إسلامية ووزراء الدول الإسلامية والعلماء والمفتين وأساتذة الجامعات من مختلف دول العالم ومن داخل البلاد.
تم اتخاذ القرار بإقامة هذا المؤتمر، بعد اعلان أسبوع الوحدة الإسلامية من قبل الجمهورية الإسلامية في إيران وكانت منظمة الإعلام الإسلامي هي من ترعي المؤتمر حتى عام 1990. بعد ذلك وتزامنا مع تأسيس المجمع العالمي للتقريب بين المذاهب الإسلامية خولت مهمة إقامة هذا المؤتمر إلى المجمع.
وفقًا للظروف التي يمرّ بها العالم وخاصة الأمة الإسلامية يتمّ عقد المؤتمر تحت عنوان محدّد في كلّ سنةٍ. عناوين مثل: «القرآن الكريم ودوره في وحدة الأمة الإسلامية»، «الأمة الإسلامية الواحدة، التحدّيات والآليات» «الوحدة الإسلامية وضرورة التصدي للتيارات التكفيرية»
يهدف المؤتمر بشكل عام تمهيد الأرضية لإرساء الوحدة والتضامن في العالم الإسلامي، تظافر الأفكار بين العلماء من أجل تقريب وجهات النظر العلمية والثقافية بينهم في مجالات الفقه والأصول والكلام والتفسير ودراسة قضايا ومشاكل المسلمين وتقديم آليات مناسبة لحلها واتخاذ موقف مشترك تجاهها.

## خلفية
قضية أسبوع الوحدة الإسلامية عبارة عن فكرة طرحت لأول مرة من قبل المرشد الأعلى للثورة الإسلامية آية الله علي خامنئي خلال أيام نفيه من قبل النظام البهلوي قبلَ انتصار الثورة الإسلامية في إيران إلى مدينة إيران شهر في محافظة سيستان وبلوشستان الإيرانية والتي يسكنها أكثرية سنيّة بلوشيّة وأقلية شيعة فارسية. يذكر علي الخامنئي تشكيل فكرة أسبوع الوحدة هكذا:«أنا شخصياً كنت منفيّاً إلى بلوشستان. لم تكن الأجهزة الأمنية تريد أن نمارس أي مسعى؛ لكن في الوقت ذاته قلنا فلنَقُم بعمل نظهر من خلاله الوحدة بين الشيعة والسنّة في هذه المدينة؛ فخطرت على بالنا قضية أسبوع الوحدة - ولادة النبي الأكرم في 12 ربيع الأول حسب رواية أهل السنّة وفي 17 ربيع الأول حسب رواية الشّيعة- وقُمنا بإجرائها بشكل عملي في إيران شهر؛ أي أنّنا احتفلنا من الثاني عشر حتى السابع عشر من ربيع الأول. لقد كان هذا فكراً عميقاً، ليس وليد اليوم والبارحة.»
وبعد انتصار الثورة الإسلامية في إيران طرحت هذه القضية من قبل الجمهورية الإسلامية في إيران وتم اتخاذ القرار بإقامة مؤتمر الوحدة الإسلامية في هذا الأسبوع. كانت منظمة الإعلام الإسلامي هي من ترعى المؤتمر حتى عام 1990 وأقامت المؤتمر الأول حتى المؤتمر الرابع. بعد ذلك وتزامنا مع تأسيس المجمع العالمي للتقريب بين المذاهب الإسلامية خولت مهمة إقامة هذا المؤتمر إلى المجمع.

## أهداف
بشكل عام يمكن تحديد أهداف إقامة مؤتمر الوحدة الإسلامية كالتالي:
- تمهيد الأرضية لإرساء الوحدة والتضامن في العالم الإسلامي
- تظافر الأفكار بين العلماء من أجل تقريب وجهات النظر العلمية والثقافية بينهم في مجالات الفقه والأصول والكلام والتفسير
- دراسة قضايا ومشاكل المسلمين وتقديم آليات مناسبة لحلها واتخاذ موقف مشترك تجاهها.[3]

## مشاركون
يتم اختيار ضيوف المؤتمر من بين الشخصيات المثقفة ووزراء الدول الإسلامية والعلماء والمفتين وأساتذة الجامعات وباقي المجامع العلمية والثقافية داخل وخارج البلاد. لقد شارك حتى الآن في هذا المؤتمر مئات من المفكرين والعلماء والمصلحين من أنحاء العالم وآلاف من العلماء والمفكرين الشيعة والسنة من المناطق المختلفة في إيران وقدموا مقالاتهم ومحاضراتهم وأبدوا وجهات نظرهم في هذه المؤتمرات. ويتم اختيار اللجنة العلمية للمؤتمر من بين المفكرين في الحوزات العلمية والجامعات.
يعقد المؤتمر سنويًّا بحضور ومشارکة علماء ومفکرین وشخصيات بارزة إسلامية والوجوه العلمية والثقافية من مختلف دول العالم من ضمنها السعودية وعمان ومصر ولبنان والعراق والأردن وتونس والسودان والكويت والجزائر والإمارات وقطر والمغرب واليمن وتركيا وألمانيا وإيطاليا وبريطانيا وأميركا والسويد وجنوب أفريقيا. والدنمارك والولايات المتحدة وبريطانيا وباكستان وأفغانستان والفلبين.